# Хмаладзе, Илья Георгиевич
Илья Георгиевич Хмала́дзе (1916—1941) — участник Советско-финской и Великой Отечественной войны, младший политрук, Герой Советского Союза.

## Биография
Родился в 1916 году в городе Ахалцихе (Грузия) в семье крестьянина, грузин.
Окончил 5 классов. Трудился в местном колхозе.
В 1936 году был мобилизован в Красную Армию. В 1939 году вступил в ВКП(б).
В 1939—1940 годах участвовал в советско-финляндской войне. Служил заместителем политрука роты 355-го стрелкового полка (100-я стрелковая дивизия, 7-я армия, Северо-Западного фронта).
24 февраля 1940 года в бою на Карельском перешейке командир роты, в которой служил Хмаладзе, выбыл из строя. Младший политрук взял командование на себя. Рота овладела дзотом противника и уничтожила его гарнизон.
29 февраля 1940 года в районе шоссе южнее города Выборг (ныне — в Ленинградской области) рота, которой всё также командовал Илья Xмаладзе, отразила контратаку неприятеля и нанесла ему большой урон в живой силе и технике. Хмаладзе получил ранение, но поле боя не покинул.
24 августа 1940 года сочетался браком с Гоарик Оганесян, медсестрой, с которой познакомился во время лечения в госпитале в Ленинграде.
Скончался от ран 19 ноября 1941 года. Похоронен в селе Лебедево (Украина).

## Награды
21 марта 1940 года Указом Президиума Верховного Совета СССР «за образцовое выполнение боевых заданий командования на фронте борьбы с финской белогвардейщиной и проявленные при этом отвагу и геройство» удостоен звания Героя Советского Союза с вручением ордена Ленина и медали «Золотая Звезда» за номером 360.